# Armadillidium euxinum
Armadillidium euxinum är en kräftdjursart som beskrevs av Karl Wilhelm Verhoeff 1929. Armadillidium euxinum ingår i släktet Armadillidium och familjen klotgråsuggor. Inga underarter finns listade i Catalogue of Life.